# ミトマ県
ミトマ県(ミトマけん、英語：Mitooma District)はウガンダの西部地域南部の県。
2014年の人口は18万5519人。
県都はミトマ。

## 地理
- 北：ブシェニ県
- 東：シェエマ県
- 南：ントゥンガモ県
- 西：ルクンギリ県

県都ミトマは、最寄りの大都市のブシェニから、道なりに約25km南西に離れている。
 
また、アンコーレの最大都市のムバララから、道なりに約85km西に離れている。

## 歴史
2010年7月1日、ブシェニ県の南西部を割いて新設された。

## 人口
- 1991年：13万4300人
- 2002年：16万800人
- 2012年：19万6300人[4]
- 2014年：18万5519人

## 著名人
- カヒンダ・オタフィーレ（英語版）少将(1950年～)
  - 法務大臣(2011年～)